# Pulemiec (gmina)
Pulemiec (wcześniej Pulmo) – dawna gmina wiejska istniejąca do 1939 roku w woj. wołyńskim (obecnie na Ukrainie). Siedzibą gminy był Pulemiec.
W okresie międzywojennym gmina Pulemiec należała do powiatu lubomelskiego w woj. wołyńskim. Była to najdalej na zachód wysunięta gmina woj. wołyńskiego.
Gmina powstała 12 maja 1933 postanowieniem Wojewody Wołyńskiego poprzez przemianowanie gminy Pulmo.
Według stanu z dnia 4 stycznia 1936 roku gmina składała się z 14 gromad. Po wojnie obszar gminy Pulemiec wszedł w struktury administracyjne Związku Radzieckiego.